# Reinhold Schaad
Reinhold Schaad (* 12. Juni 1884 in Sigmarswangen; † 12. Februar 1946 in Schwäbisch Hall) war ein deutscher Cellist, Komponist und Dichter.

## Leben
Reinhold Schaad war Kind eines Posthalters und einer Bäuerin, als jüngster dreier Geschwister. 1888 zog die Familie aus beruflichen Gründen nach Stuttgart um. Im Alter von 6 Jahren erblindete Schaad infolge eines Unfalls. Trotz (oder wegen) seiner Blindheit entwickelte er sich zu einem begabten Cellisten, einem Meisterschüler Julius Klengels beim Gewandhausorchester Leipzig, mit viel beachteten Auftritten in Stuttgart, Berlin und Leipzig.
1911 musste Schaad das Cellospiel aufgeben, da er durch eine Erkrankung des Fingers (möglicherweise eine Sehnenscheidenentzündung) nicht mehr richtig spielen konnte. Er begann daraufhin zu komponieren. 1913 entstand im Rahmen der Vorbereitung des Hohen-Meißner-Treffens der Wandervogel-Bewegung das Lied „Heute wollen wir das Ränzlein schnüren“. Zu Anfang des Ersten Weltkriegs vertonte Schaad einige Lieder von Hermann Löns, die damals häufig gesungen wurden, heute aber in Vergessenheit geraten sind.
Um 1944 entwickelte sich eine enge Freundschaft mit dem Freiburger Dichter Reinhold Schneider, dessen Gedichte Schaad gelegentlich vertonte.
Am 22. Januar 1946 wurde Schaad Opfer eines Unfalls, an dessen Folgen er wenige Tage später starb. Begraben wurde er auf dem Friedhof in Kupferzell.

## Werke
Als Hauptwerk Reinhold Schaads gilt die große Messe, die Schaad 1942 (obwohl Protestant) zum dreißigjährigen Jubiläum eines befreundeten Priesters, Hermann Jung, Pfarrer von St. Elisabeth in Karlsruhe, geschrieben hat. Die Kompositionen und Gedichte Schaads sind heute nicht mehr im Druck und daher weitgehend unbekannt, mit Ausnahme des Liedes „Heute wollen wir das Ränzlein schnüren“. Die Verwertungsrechte für dieses Lied lagen bis zum 31. Dezember 2016 beim Voggenreiter-Verlag. Ein Teil seiner Kompositionen liegt vermutlich im Reinhold-Schneider-Archiv, das zur Badischen Landesbibliothek in Karlsruhe gehört.